# (10602) Masakazu
(10602) Masakazu est un astéroïde de la ceinture principale.

## Description
(10602) Masakazu est un astéroïde de la ceinture principale. Il fut découvert le 16 octobre 1996 à Kiyosato par Satoru Ōtomo. Il présente une orbite caractérisée par un demi-grand axe de 2,67 UA, une excentricité de 0,20 et une inclinaison de 13,3° par rapport à l'écliptique.

## Compléments